# Clasa Álvaro de Bazán
Clasa Álvaro de Bazán este un tip de fregată destinată apărării antiaeriene. Navele din această clasă sunt construite pentru flota militară spaniolă și bazate pe sistemul de luptă american Aegis.

## Nave similare
- Clasa Arleigh Burke  Statele Unite ale Americii
- Clasa Atago  Japonia
- Clasa Daring Type 45  Regatul Unit
- Clasa FREMM  Franța/ Italia
- Clasa Horizon  Franța/ Italia
- Clasa Sejong the Great  Coreea de Sud